# Teúl de González Ortega
Teul de González Ortega är en ort i Mexiko.   Den ligger i kommunen Teúl de González Ortega och delstaten Zacatecas, i den centrala delen av landet, 500 km väster om huvudstaden Mexico City. Teul de González Ortega ligger 1 912 meter över havet och antalet invånare är 3 168.
Terrängen runt Teul de González Ortega är huvudsakligen kuperad, men den allra närmaste omgivningen är platt. Runt Teul de González Ortega är det glesbefolkat, med 10 invånare per kvadratkilometer. Teul de González Ortega är det största samhället i trakten. I omgivningarna runt Teul de González Ortega växer huvudsakligen savannskog.